# Черкизовское кладбище
Черкизовское кладбище — закрытое кладбище в Московской области.
В 1929 году около деревни, неподалёку от церкви возникает местное кладбище. До этого небольшой погост размещался около часовни в память событий 1812 года на Клязьме в самом селе Черкизово. С середины XX века кладбище расширяет свою территорию на юг. С 2008 года кладбище считается закрытым.

## На кладбище похоронены
- Бахрушин, Дмитрий Петрович (1845—1918) — меценат, ктитор
- Гаганов, Павел Гаврилович (1904—1972) — гидротехник, Лучший флоксовод СССР
- Добриков, Олег Васильевич (1923—1991) — врач, депутат Черкизовского сельсовета
- Зайцев, Лазарь Самойлович (1881—1958) — учёный
- Кун, Николай Альбертович (1877—1940) — историк
- Лобанов, Василий Михеевич (1917—1993) — директор Черкизовской средней школы, Отличник просвещения СССР
- Пожидаев, Александр Иванович (1899—1971) — Заслуженный агроном тарасовского колхоза «Память Ильича»
- Попков, Виктор Ефимович (1932—1974) — художник, лауреат Государственной премии СССР
- Потёмкин Юрий Павлович (1931—2007) — генеральный директор объединения «МЭЛЗ»
- Рузин, Осип Михайлович (1894—1960) — Председатель тарасовского колхоза «Память Ильича»
- Стёркин, Сергей Яковлевич (1942—1986) — известный московский бард
- Чирков, Владимир Григорьевич (1879—1947) — инженер, основатель черкизовской школы
- Шипков, Дмитрий Васильевич (1893—1972) — Председатель Черкизовского колхоза имени Кагановича
- Шостак, Афанасий Владимирович (1927—1980) — сын Ганны Шостак
- Шостак, Ганна Феодосиевна (1893—1965) — художница, мастер украинской народной декоративной живописи
- Шостак, Иван Владимирович (1925—2001) — художник, сын Ганны Шостак

## Галерея

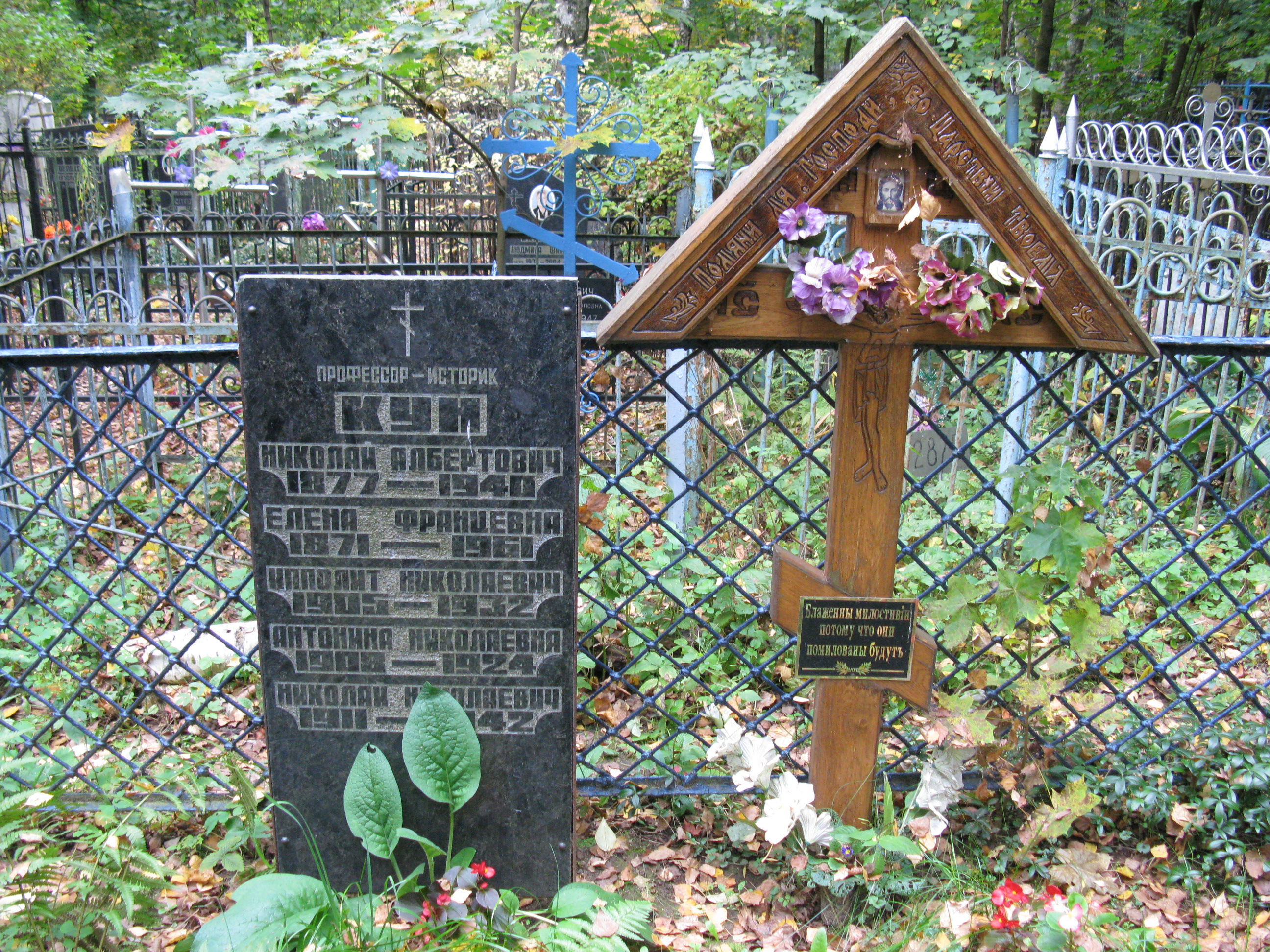
Могила Н.А. Куна и его семьи
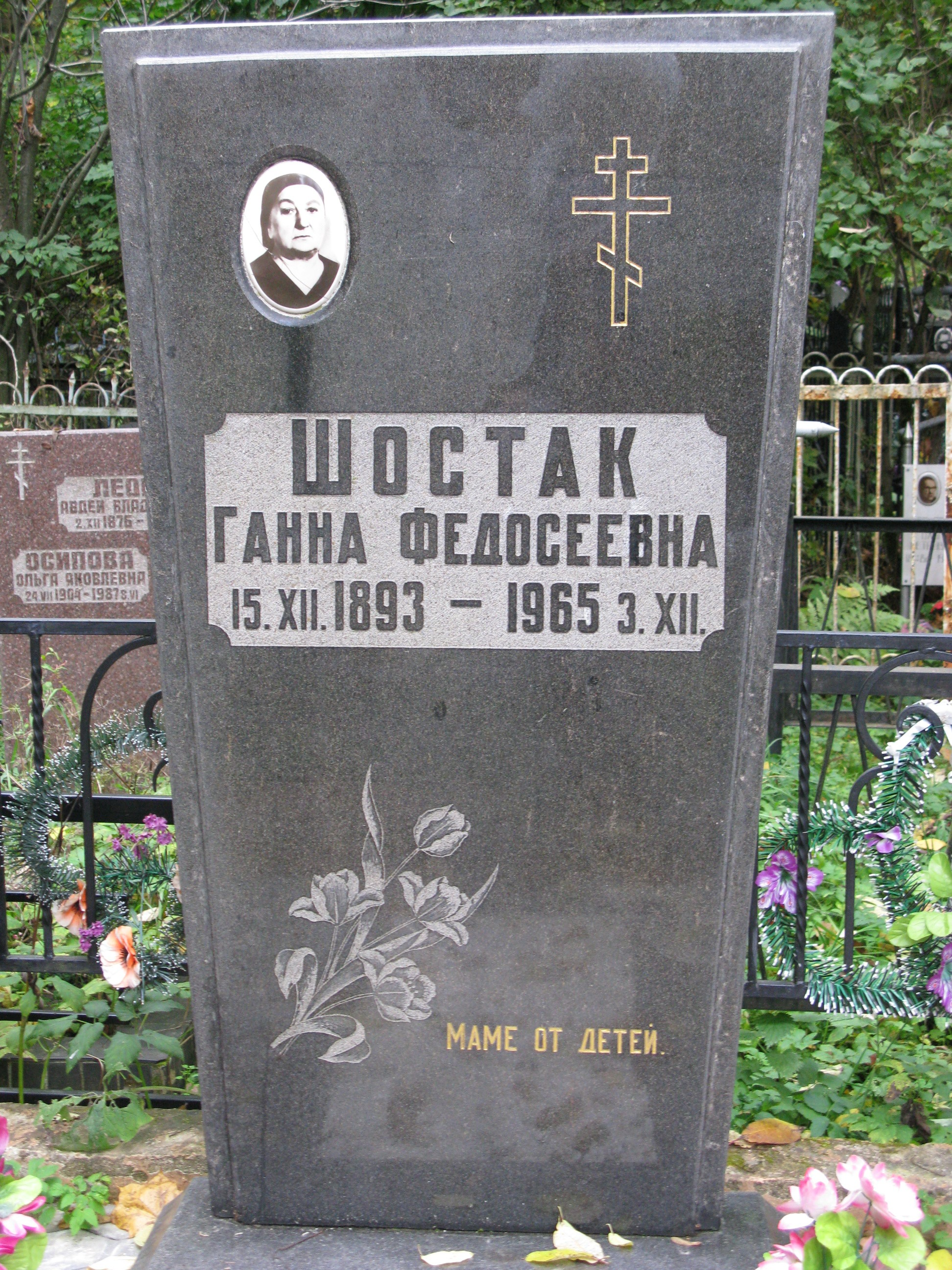
Могила Г.Ф. Шостак
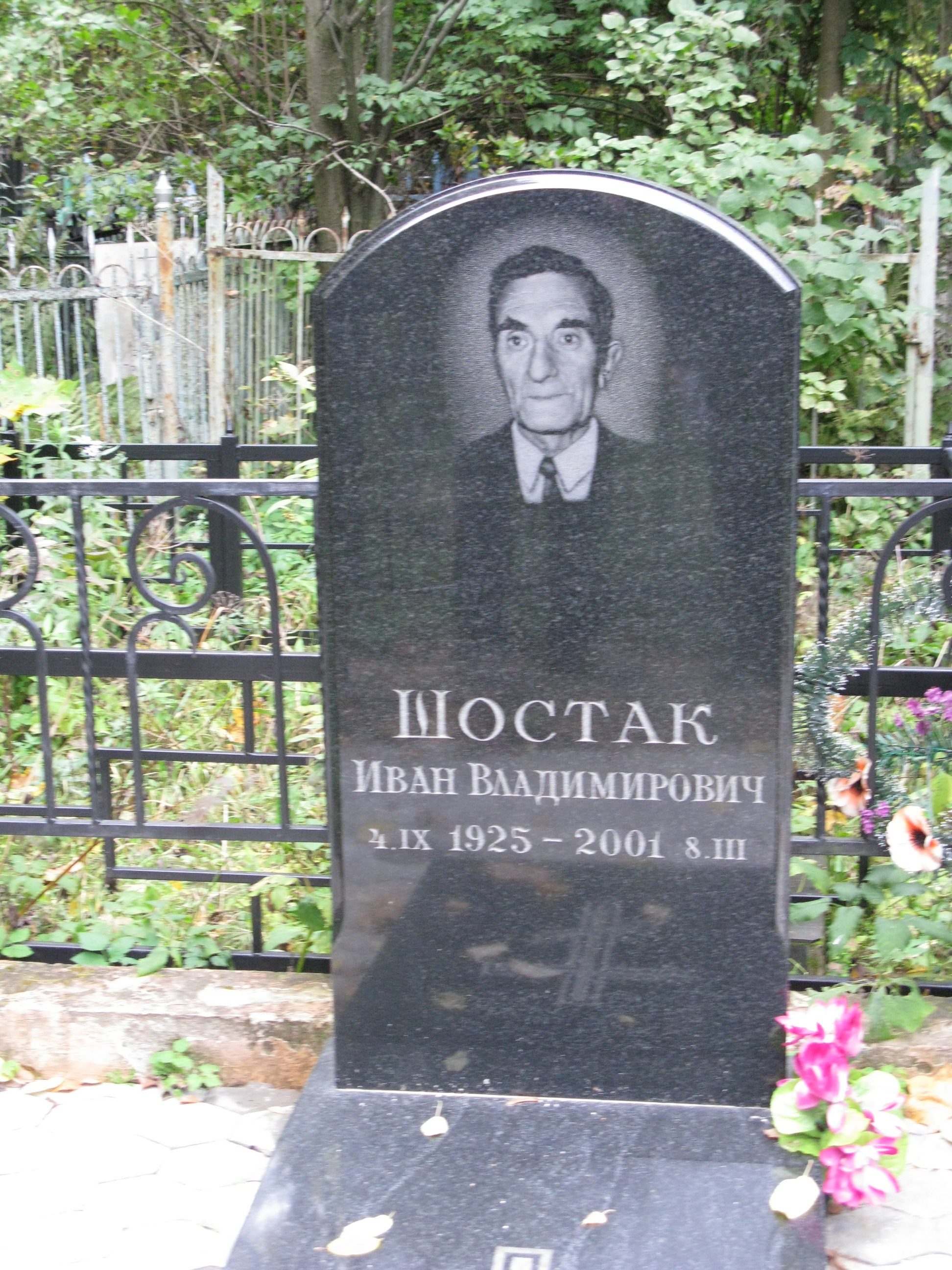
Могила И.В. Шостака
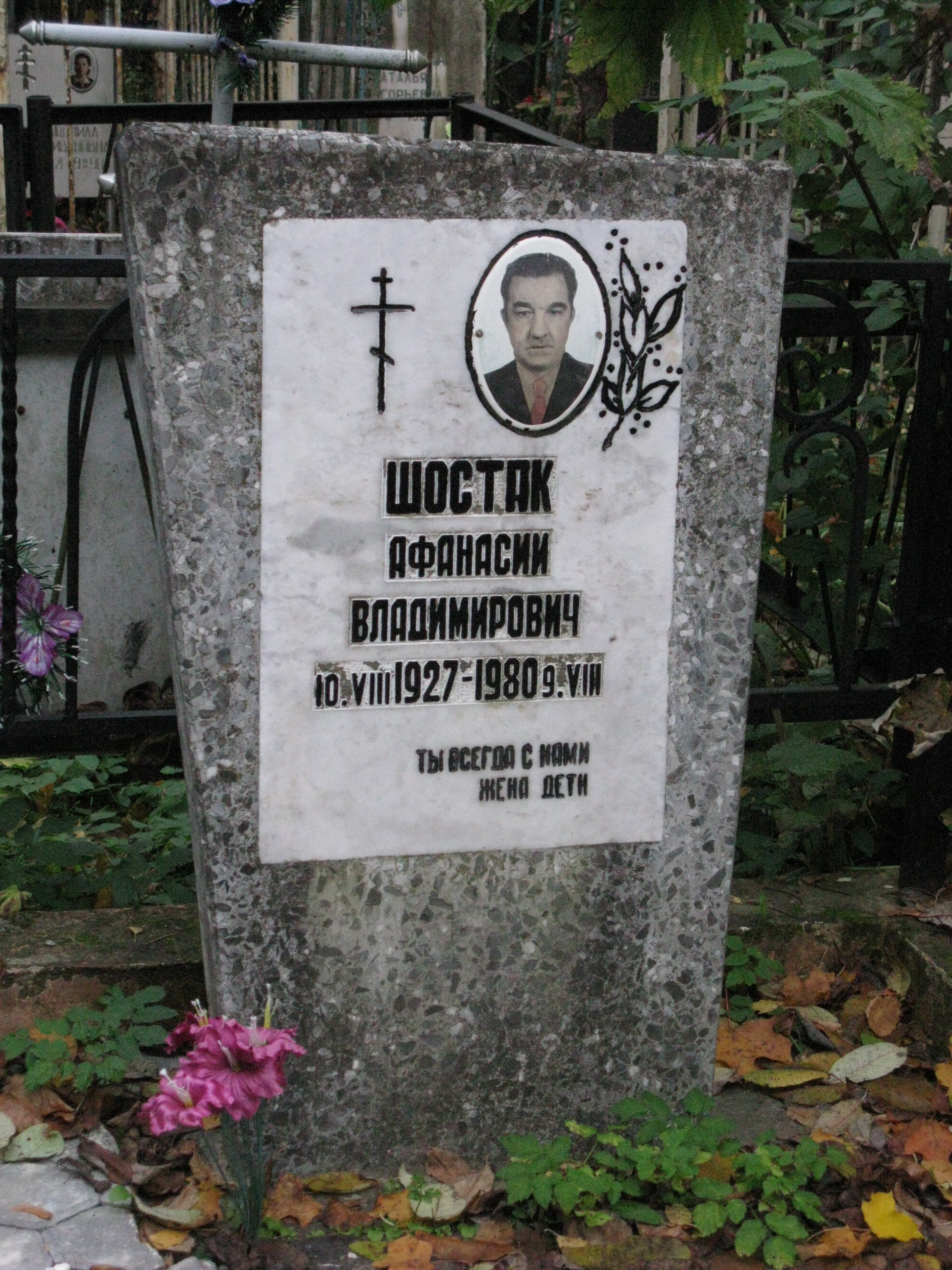
Могила А.В. Шостака
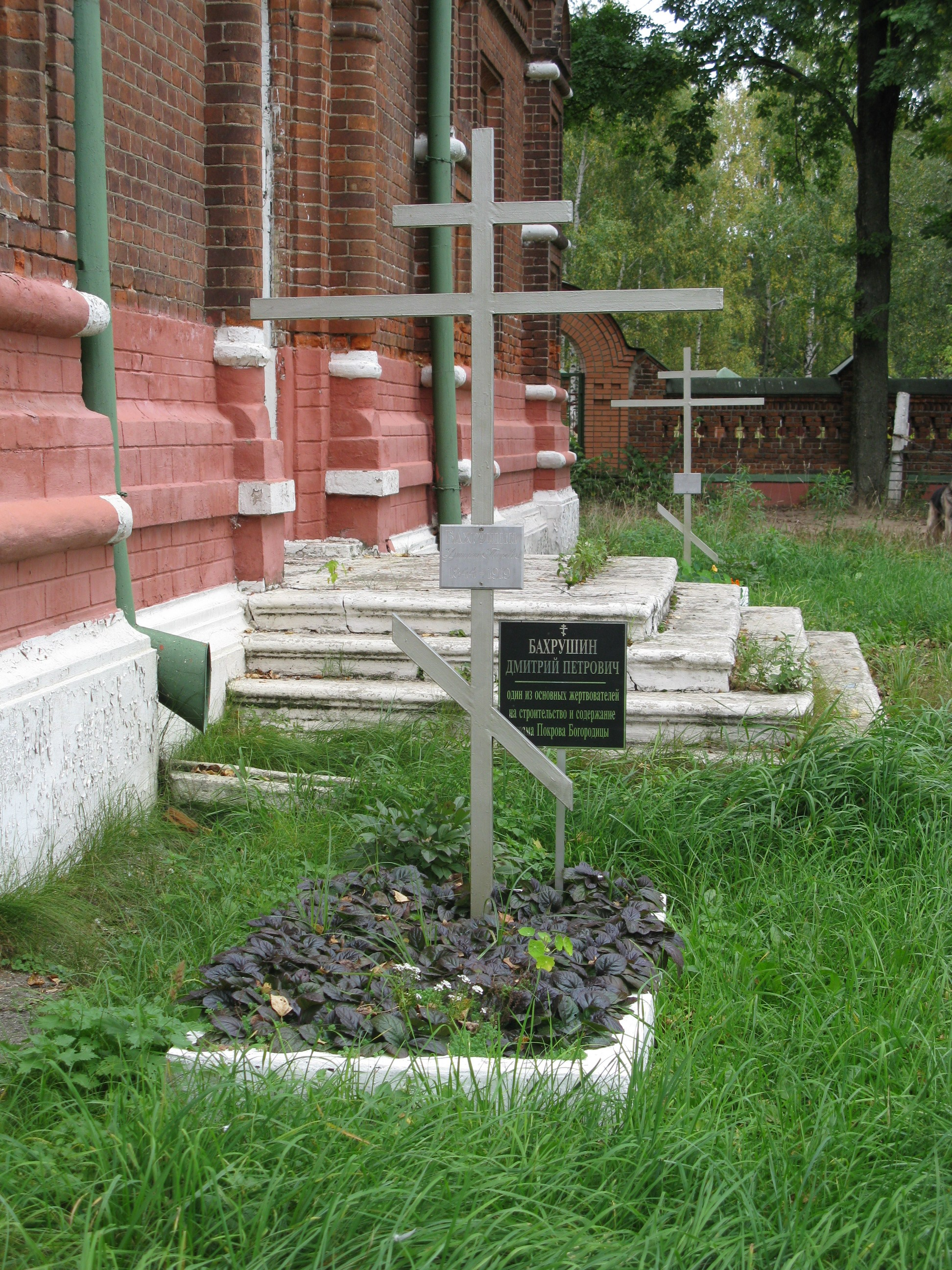
Могила Д.П. Бахрушина у южной стены церкви
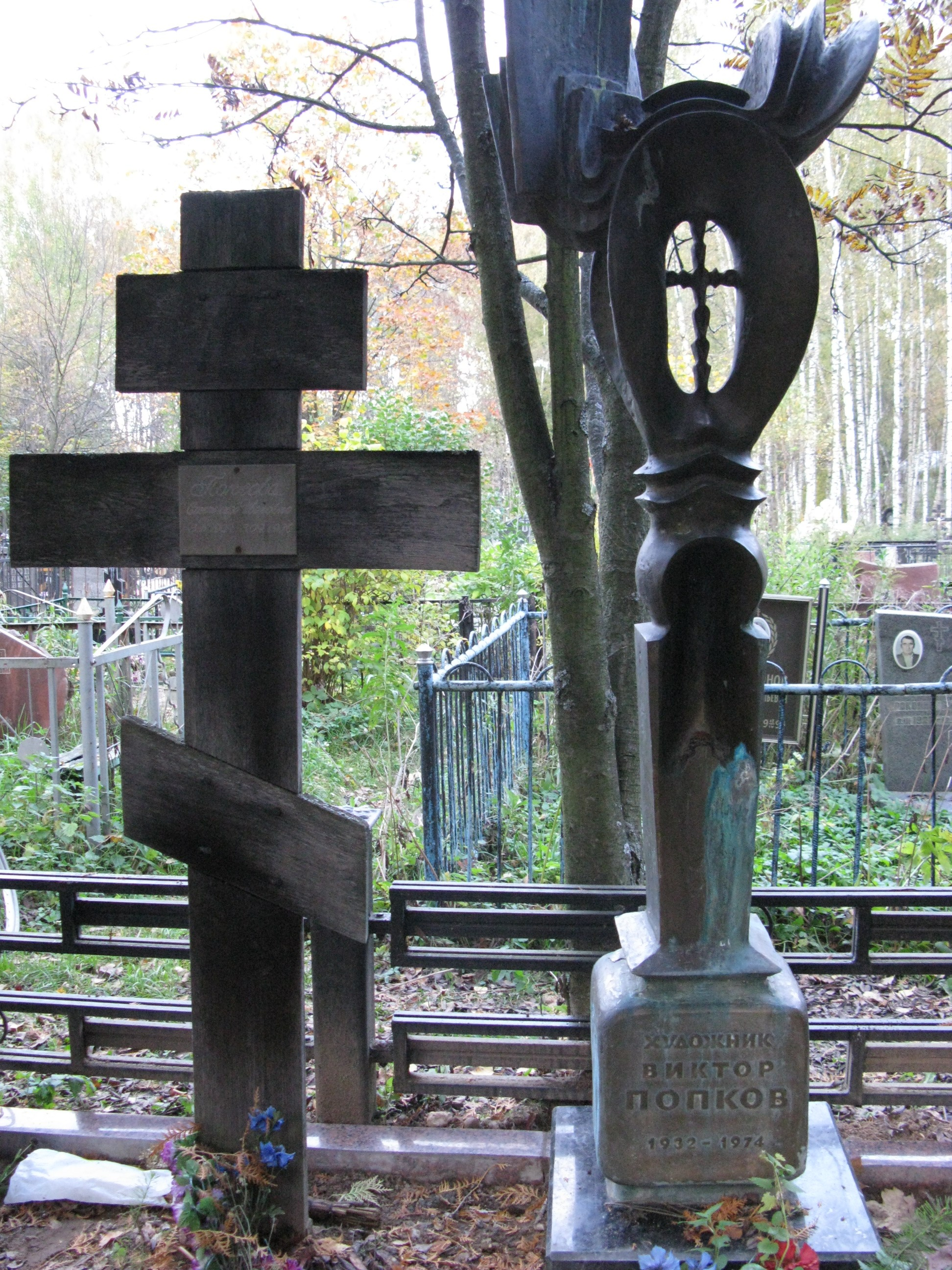
Могила В.Е. Попкова
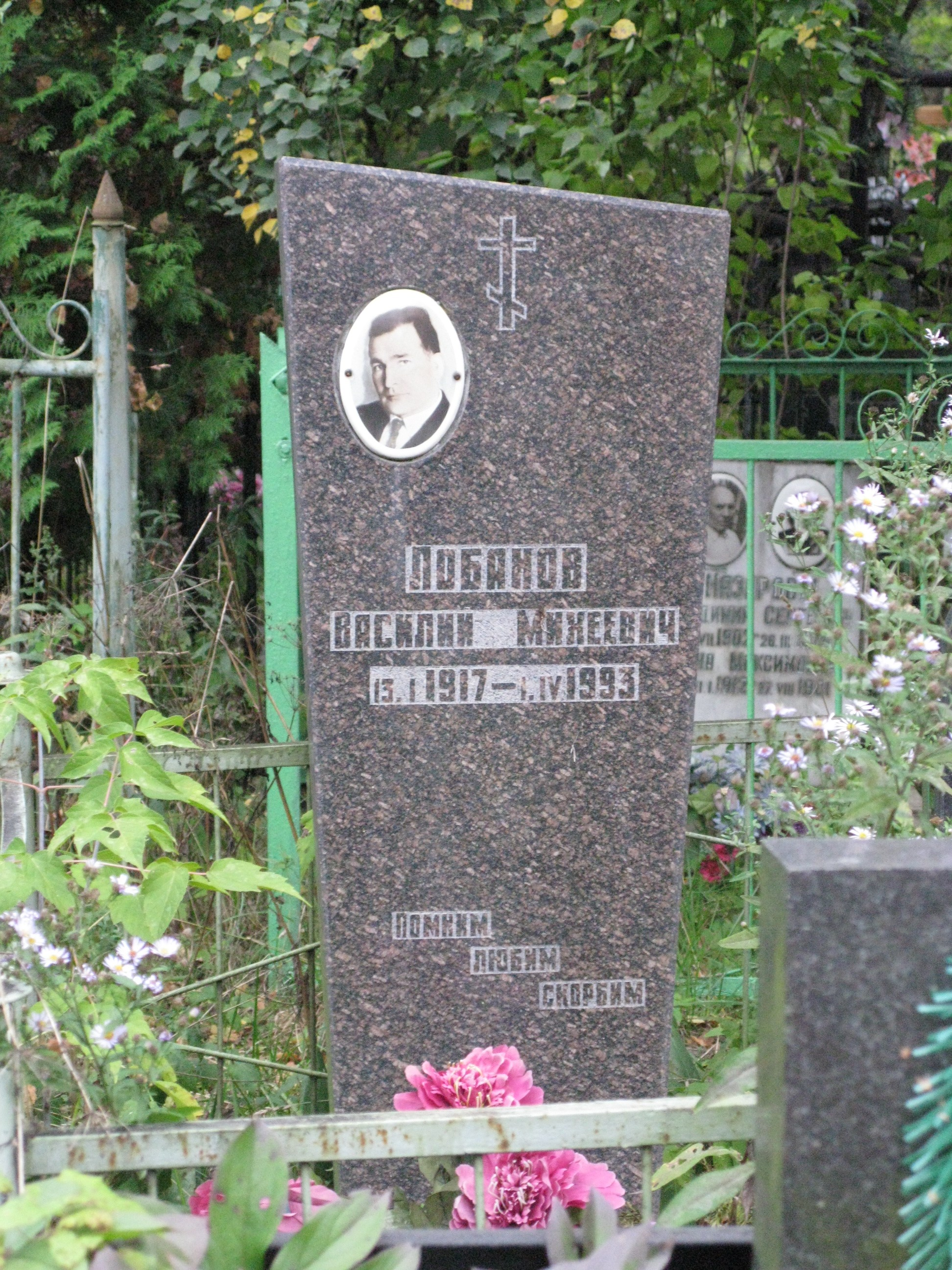
Могила В.М. Лобанова
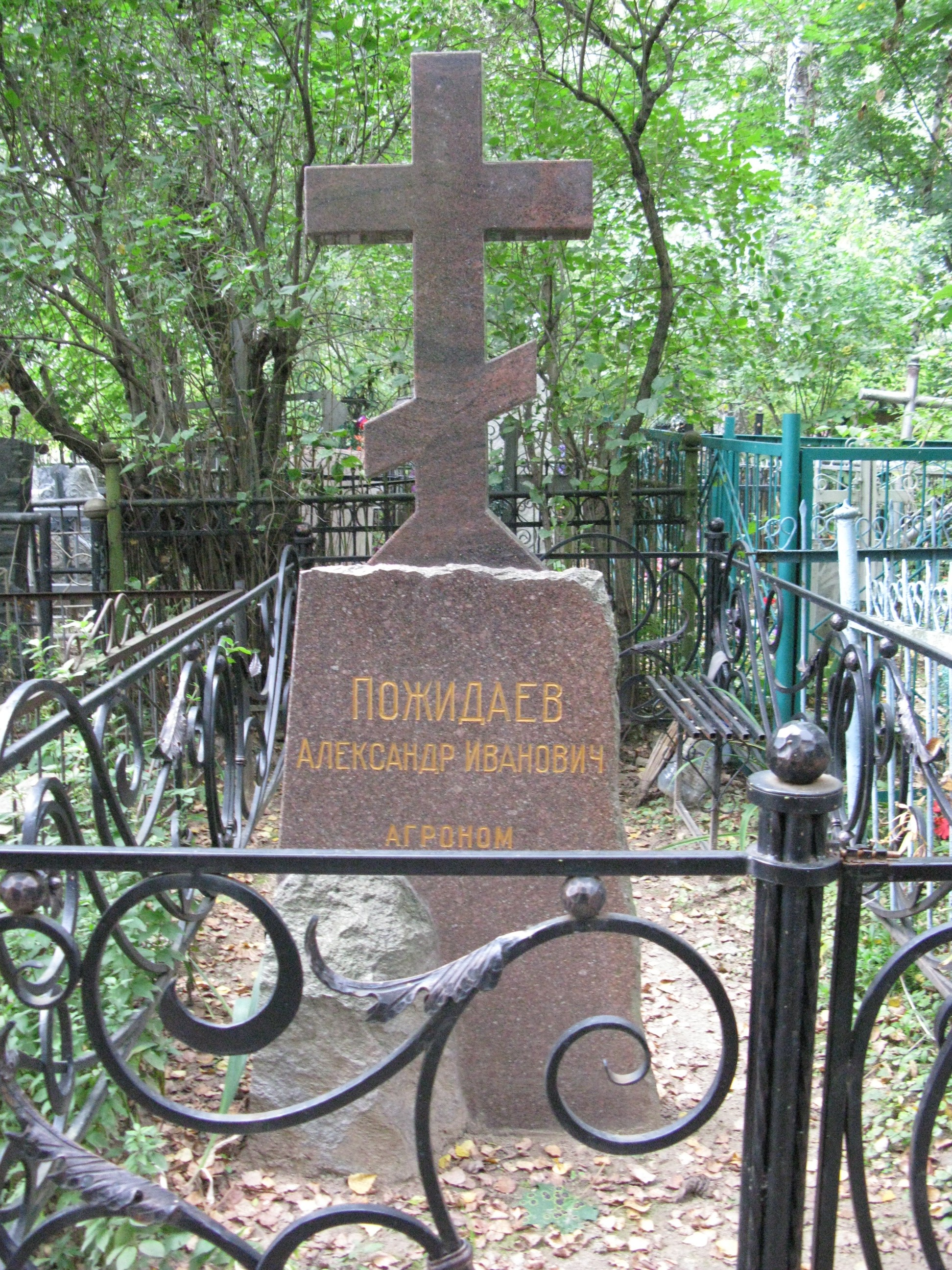
Могила А.И. Пожидаева
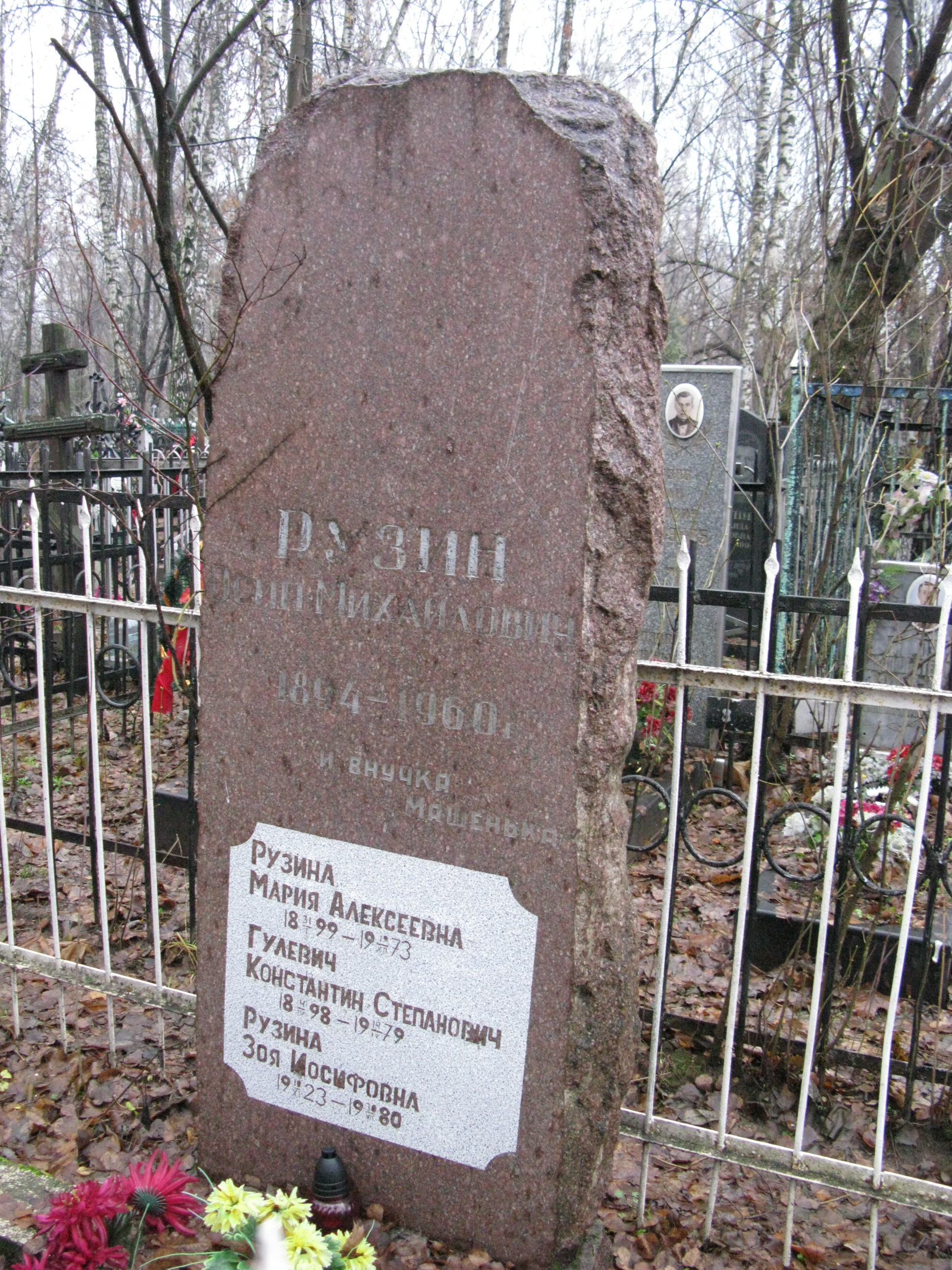
Могила О.М. Рузина
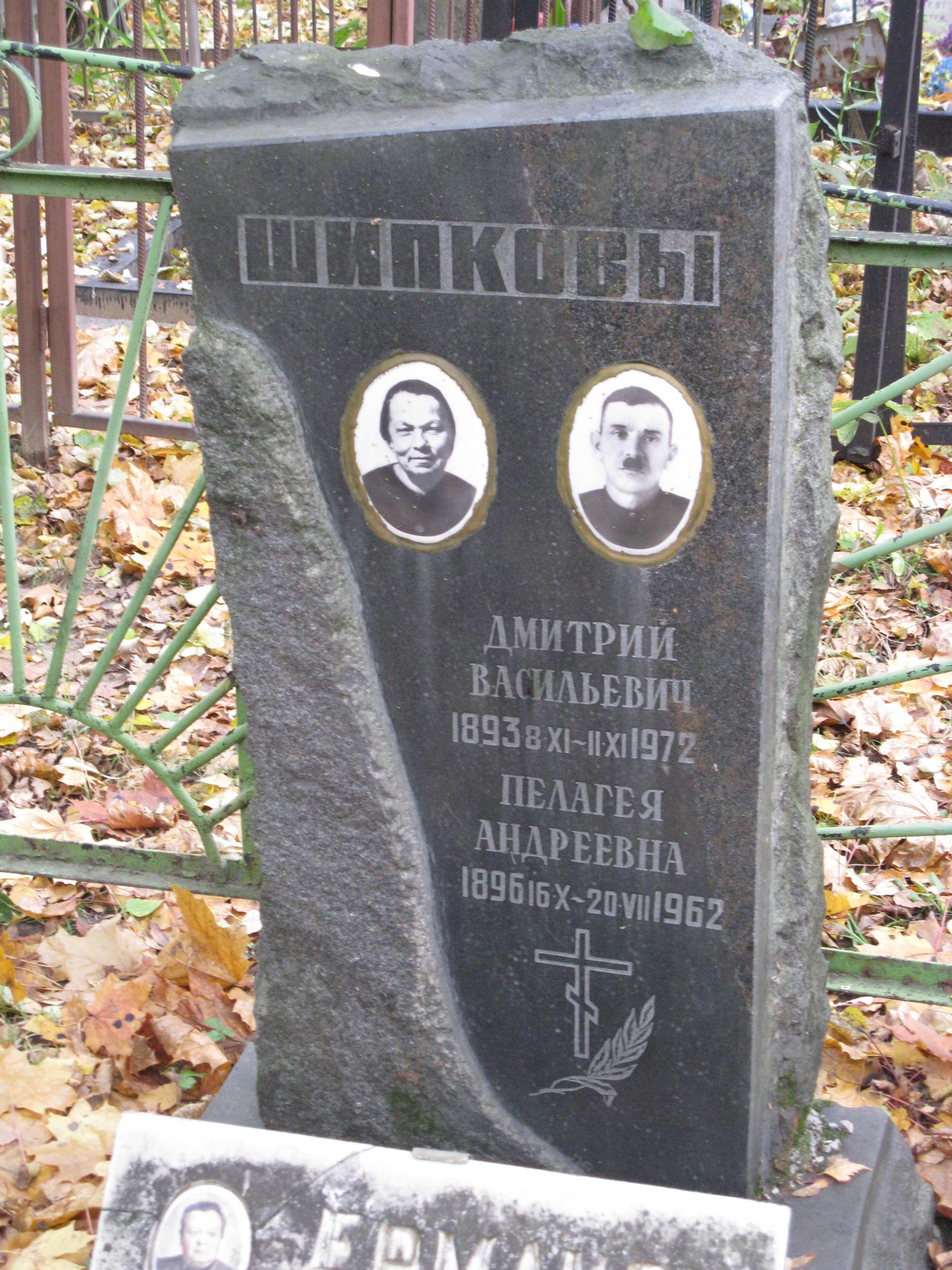
Могила Д.В. Шипкова
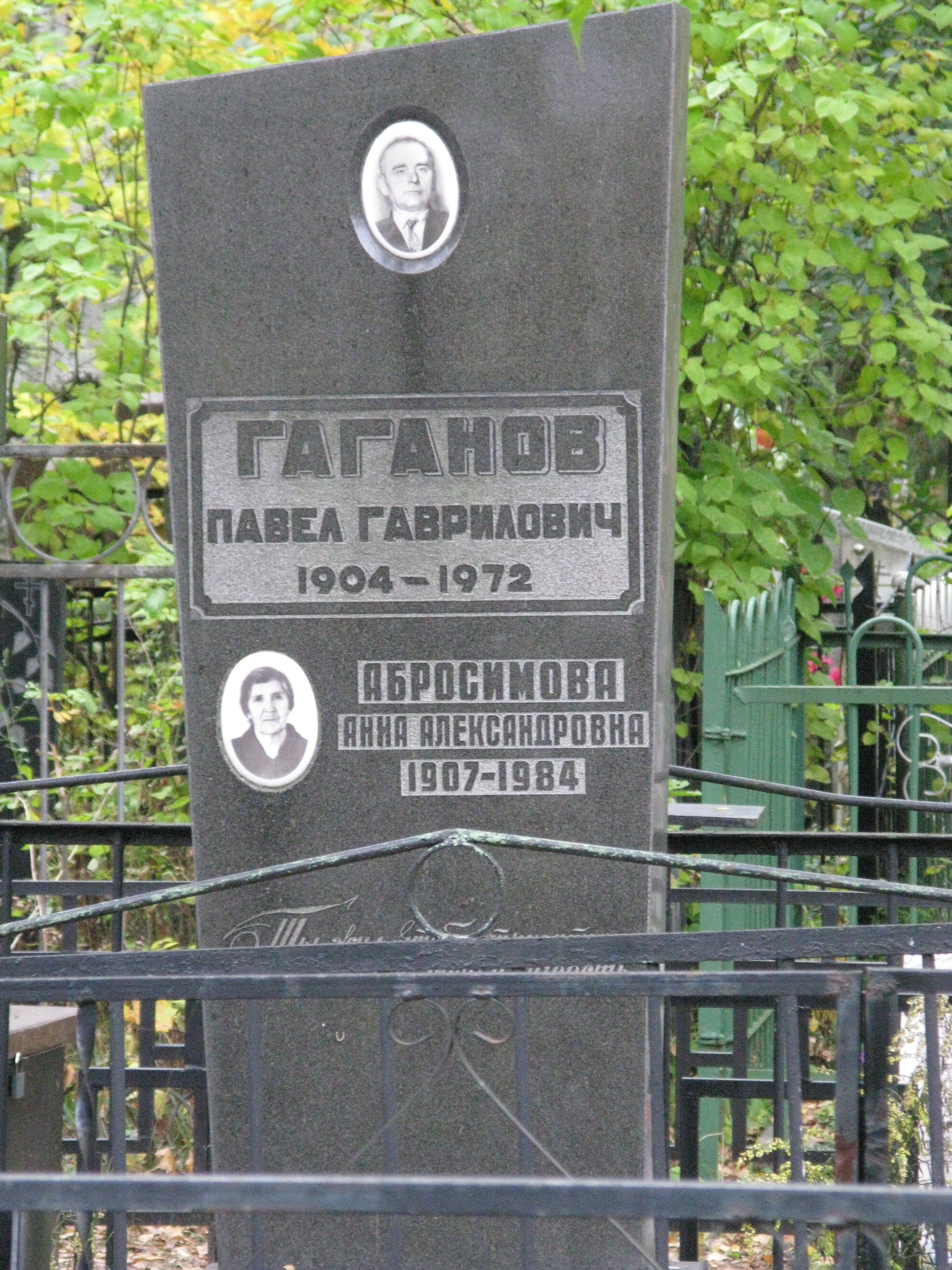
Могила П.Г. Гаганова